# Rue des Tapisseries
La rue des Tapisseries est une voie du 17e arrondissement de Paris, en France.

## Situation et accès
La rue des Tapisseries est une voie située dans le 17e arrondissement de Paris. Elle débute au 28 bis, boulevard Pereire et se termine au 131, rue de Saussure. C'est une voie piétonne dans laquelle se trouvent une cour et une fontaine.

## Origine du nom
Cette voie porte le nom d'un ancien lieu-dit voisin.

## Historique
La voie est créée dans le cadre de l'aménagement de la ZAC Saussure sous le nom provisoire de « voie AN/17 » et prend sa dénomination actuelle par arrêté municipal du 21 mars 1989.

## Bâtiments remarquables et lieux de mémoire
- Au no 8 se trouve une école maternelle.
- Les habitations de cette rue sont pour la plupart des logements de Paris Habitat.